# Cool in the Pool
O Cool in the Pool é um programa de rádio, em direto e de regularidade semanal, apresentado e curado por Marcelo de Magalhães, composto por entrevista a DJs, produtores e a outros embaixadores da música eletrónica e de dança em Portugal.

## História
O programa foi criado por Marcelo de Magalhães, mais conhecido como Marcelo Marcelo, jovem militante  da música eletrónica e de dança em Portugal, tendo estreado a 20 de Setembro de 2012 na Rádio Zero com entrevista ao DJ e produtor português Infestus. Apesar de ter começado a ser emitido, em directo, às 20:00 de quinta-feira, passou a ter a sua emissão em directo às 21:00 de domingo!
Depois deste programa integrar a emissão de rádio do Future Places Festival em 19 e 20 de Outubro de 2012, ocorrido no espaço Maus Hábitos (Porto), foi convidado a integrar também a grelha da Rádio Manobras.

## Convidados
No Cool in the Pool, já foram entrevistados alguns dos principais mobilizadores do panorama "underground"  da música eletrónica e de dança em Portugal, como Dexter (DJ residente da discoteca Lux Frágil), Social Disco Club, João Maria (DJ residente e programador da discoteca Ministerium), Rui Torrinha (fundador da editora Groovement), Infestus (fundador da editora Circus Maximus), Freshkitos, Rui Trintaeum (fundador do antigo Trintaeum), Mr Mitsuhirato (fundador da editora D.I.S.C.O. Texas), Jorge Caiado, Vahagn, entre muitos outros.